# Alfred Behr
Alfred Behr (* 21. Dezember 1913 in Dresden; † 7. März 2008) war ein deutscher Astrophysiker und Hochschullehrer.

## Leben
Er war der Sohn des Reichsbahninspektors Robert Behr. Nach vierjährigem Besuch der Volksschule wechselte er für neun Jahre an die Deutsche Oberschule Dresden. Danach studierte er und promovierte zum Dr. rer. nat. Er wurde Privatdozent für Astronomie und Observator an der Sternwarte der Universität Göttingen. Seine Forschungsschwerpunkte waren Photometrie und Interstellare Materie.
Er war Mitglied des Astronomischen Gesellschaft (AG).

## Schriften (Auswahl)
- Das Farbenhelligkeitsdiagramm der Plejaden. Göttingen 1940.
- Das Farben-Helligkeits-Diagramm der Plejaden. Berlin, Heidelberg 1940.
- Eine differentielle Methode der lichtelektrischen Polarisationsmessungen des Sternlichts. Göttingen 1956.
- Die interstellare Polarisation des Sternlichts in Sonnenumgebung. Göttingen 1959.
- Bemerkungen über den Ursprung der Polarisation des Sternlichts. Göttingen 1961.
- Eine kinematische Methode zur Bestimmung des Verhältnisses von interstellarer Extinktion zu Verfärbung. In: Mitteilungen der Astronomischen Gesellschaft 30 (1971), S. 95–98.